# Ingrid Silva
Ingrid Silva (1988/1989) es una bailarina de ballet brasileña que forma parte de la compañía Dance Theatre of Harlem en Nueva York.

## Infancia
Silva nació y se crio en Río de Janeiro, su padre sirvió en la fuerza aérea y su madre era empleada doméstica. A los 8 años, comenzó a bailar ballet a través de un programa de alcance comunitario, luego se formó en Dançando Para Não Dançar, la escuela del Theatro Municipal, y con Deborah Colker y Pedro Pederneiras.

## Carrera
A los 17 años, se convirtió en aprendiz en Grupo Corpo. En 2008, a los 18 años, Silva se mudó a Nueva York porque había muy pocas oportunidades para los bailarines negros en Brasil. Poco después de su llegada, el fundador Dance Theatre of Harlem, Arthur Mitchell, la invitó a unirse a la compañía júnior, que actuó cuando se disolvió la compañía principal. En 2012, cuando la compañía reinició actividades, se incorporó de forma permanente.
Silva ha pedido una mayor diversidad en el ballet. En una aparición en The Today Show, señaló que tiene que teñir sus zapatillas de punta, ya que la mayoría de las marcas solo ofrecen opciones de tonos claros. En 2020, apareció en un anuncio de Nike celebrando el Mes de la Historia Negra, narrado por Serena Williams. Más tarde ese año, Silva bailó La muerte del cisne en la recaudación de fondos de Misty Copeland, Swans for Relief, una respuesta al impacto de la pandemia de coronavirus COVID-19 en la comunidad de baile, con fondos destinados a las compañías de bailarines participantes y otros fondos de ayuda relacionados.
Fuera del ballet, Silva cofundó EmpowHerNY, una plataforma con diferentes mujeres para hacerse cargo de su cuenta de Instagram.

## Vida privada
En noviembre de 2020, Silva dio a luz a su hija.